# Deklaracja niepodległości Liberii
Deklaracja niepodległości Liberii – dokument uchwalony przez Liberyjską Konwencję Konstytucyjną 16 lipca 1847 roku i obwieszczający, iż Wspólnota Liberii, założona przez Amerykańskie Towarzystwo Kolonizacyjne, stała się niezawisłą republiką. Została spisana przez Hilary'ego Teage'a i uchwalona równocześnie z konstytucją. Rocznica jej ratyfikacji jest obchodzona jako Dzień Niepodległości.